# 温思美
温思美（1958年1月—2025年2月5日），男，汉族，四川巴中人，中华人民共和国政治人物，中国民主同盟中央委员会副主席、广东省委员会主任委员，第十一届全国政协委员。

## 生平
2007年12月，在民盟十届一中全会上，他出任民盟中央副主席的职务。2008年，当选第十一届全国政协常务委员，代表中国民主同盟，分入第五组。2018年1月，当选第十三届全国政协委员。2009年8月，中华职业教育社第十次全国代表大会召开，他出任中华职业教育社第十届理事会常务理事。